# Suikinkutsu
Suikinkutsu (水琴窟 suikinkutsu?) este un element estetic al grădinii tradiționale japoneze, care simultan servește drept decorație și instrument muzical. Reprezintă un ghivece cu gaură, întors cu gura în jos și îngropat în sol. Apa se strecoară înăuntru prin gaură și picură în jos, izbindu-se de oglinda apei formată înăuntrul vasului și producând un sunet plăcut (pleosc), care se reflectă de pereții ghiveccelui și rasună adânc asemenea unui clopot sau instrumentul muzical koto. De regulă, se construiește lângă chōzubachi (vasul pe piatră, cu apă pentru purificare), de exemplu lângă temple sau pavilioane pentru ceremonia ceaiului.

## Galerie

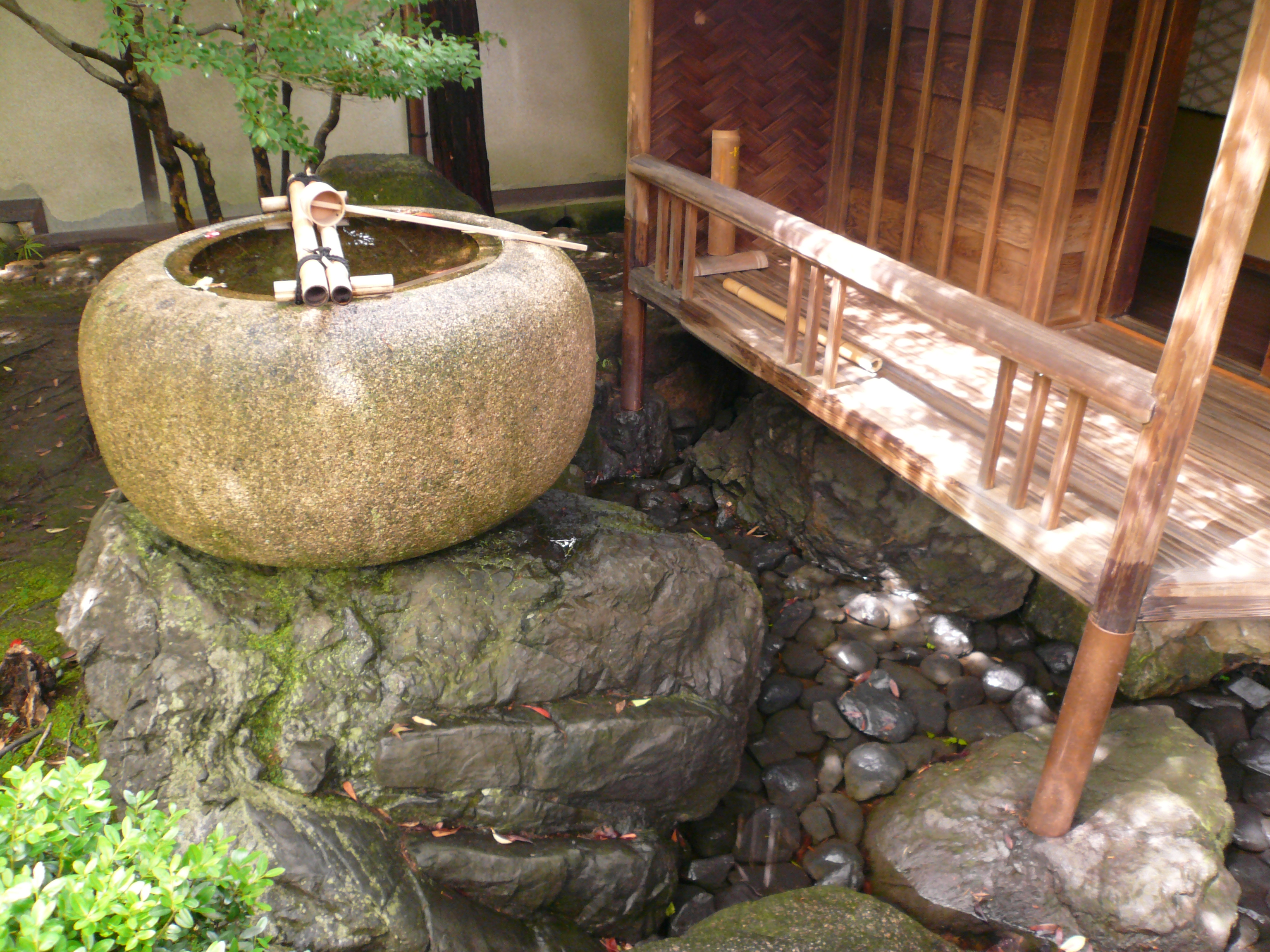
Suikinkutsu din Muzeul de istorie și folclor Bisai din municipiul Ichinomiya (fosta reședință a familiei Hayashi)
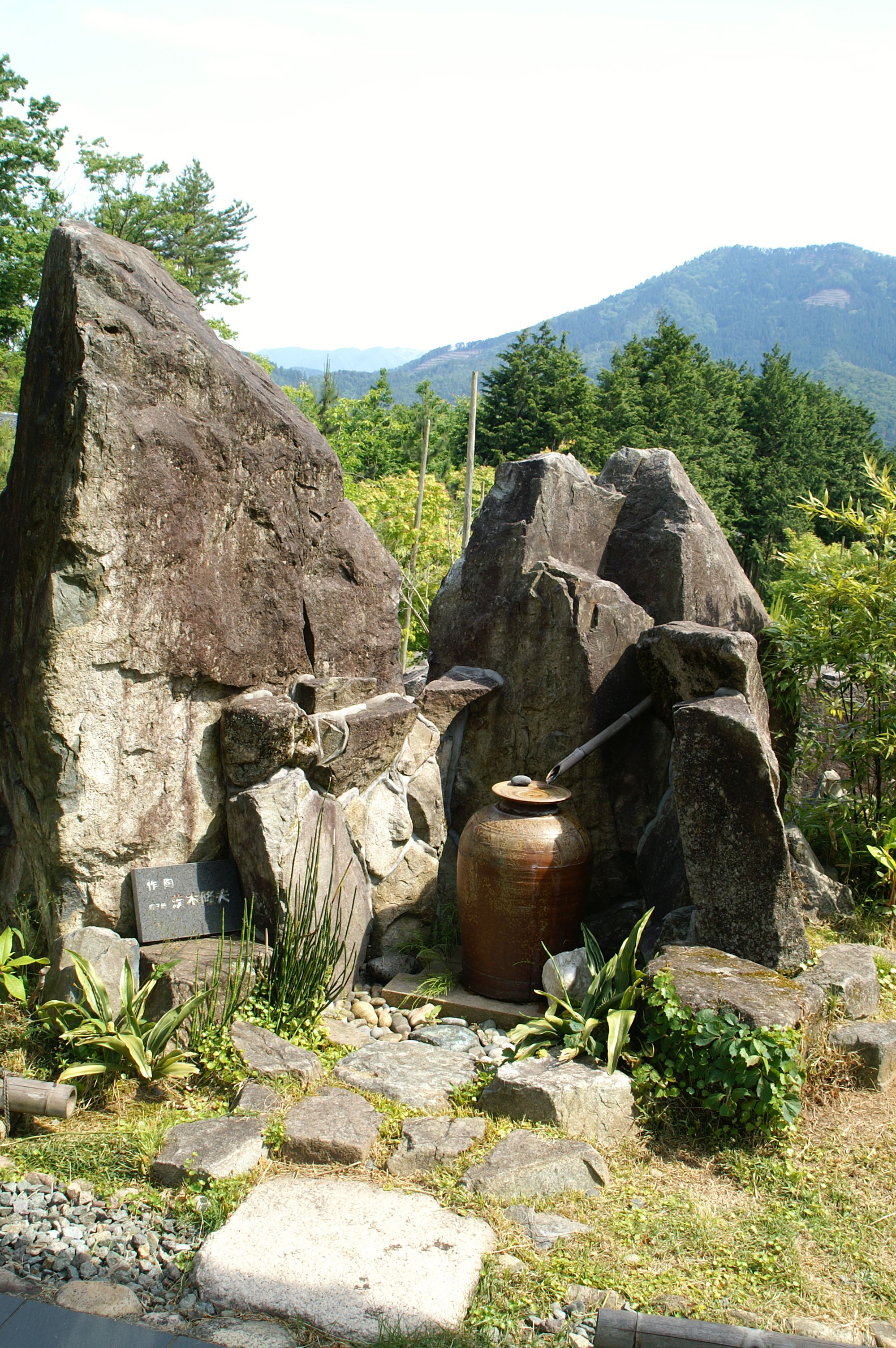
Suikinkutsu din municipiul Yabu, prefectura Hyogo
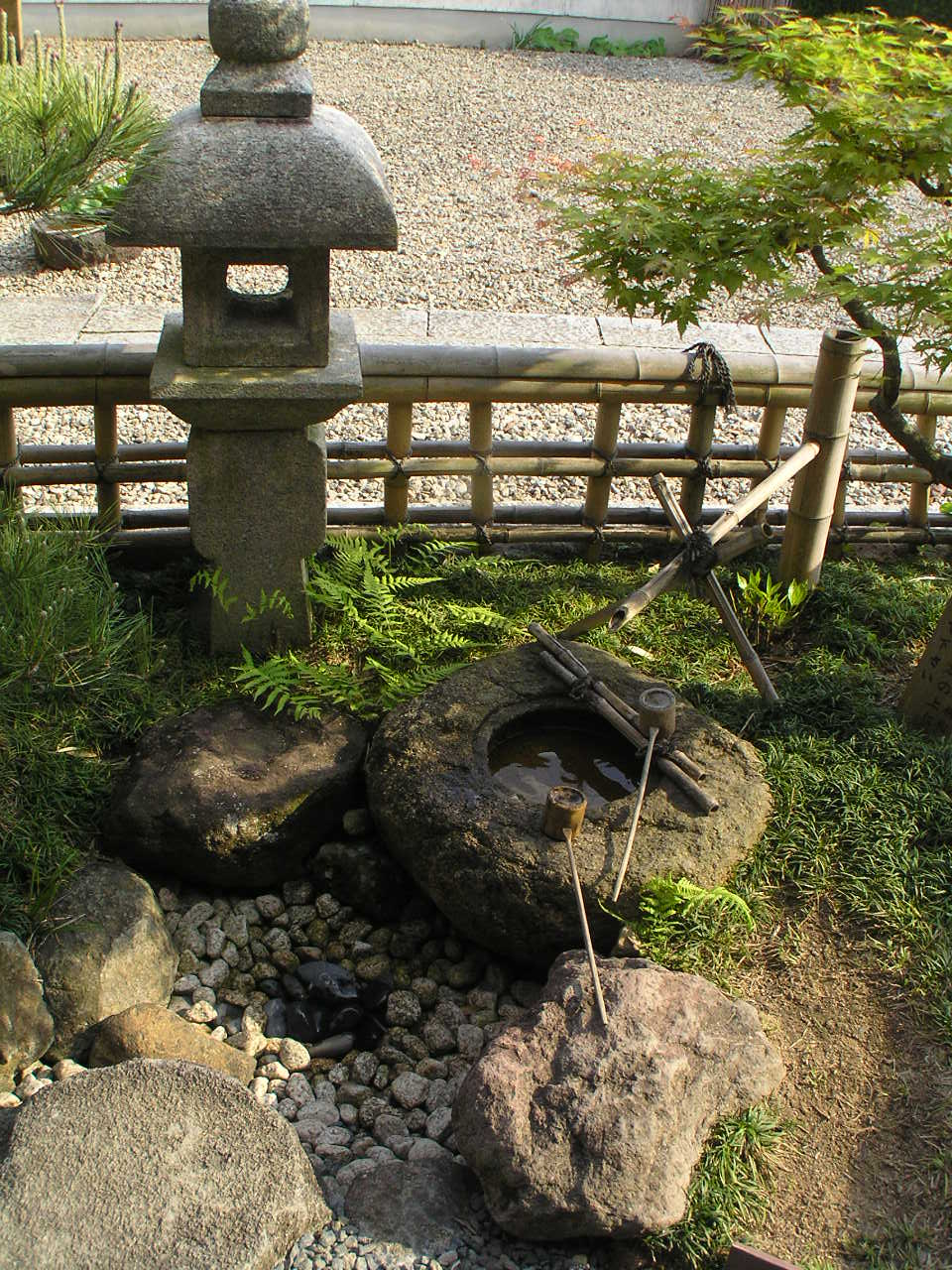
Suikinkutsu din grădina Muzeului familiei Anma, municipiul Sasayama, prefectura Hyogo
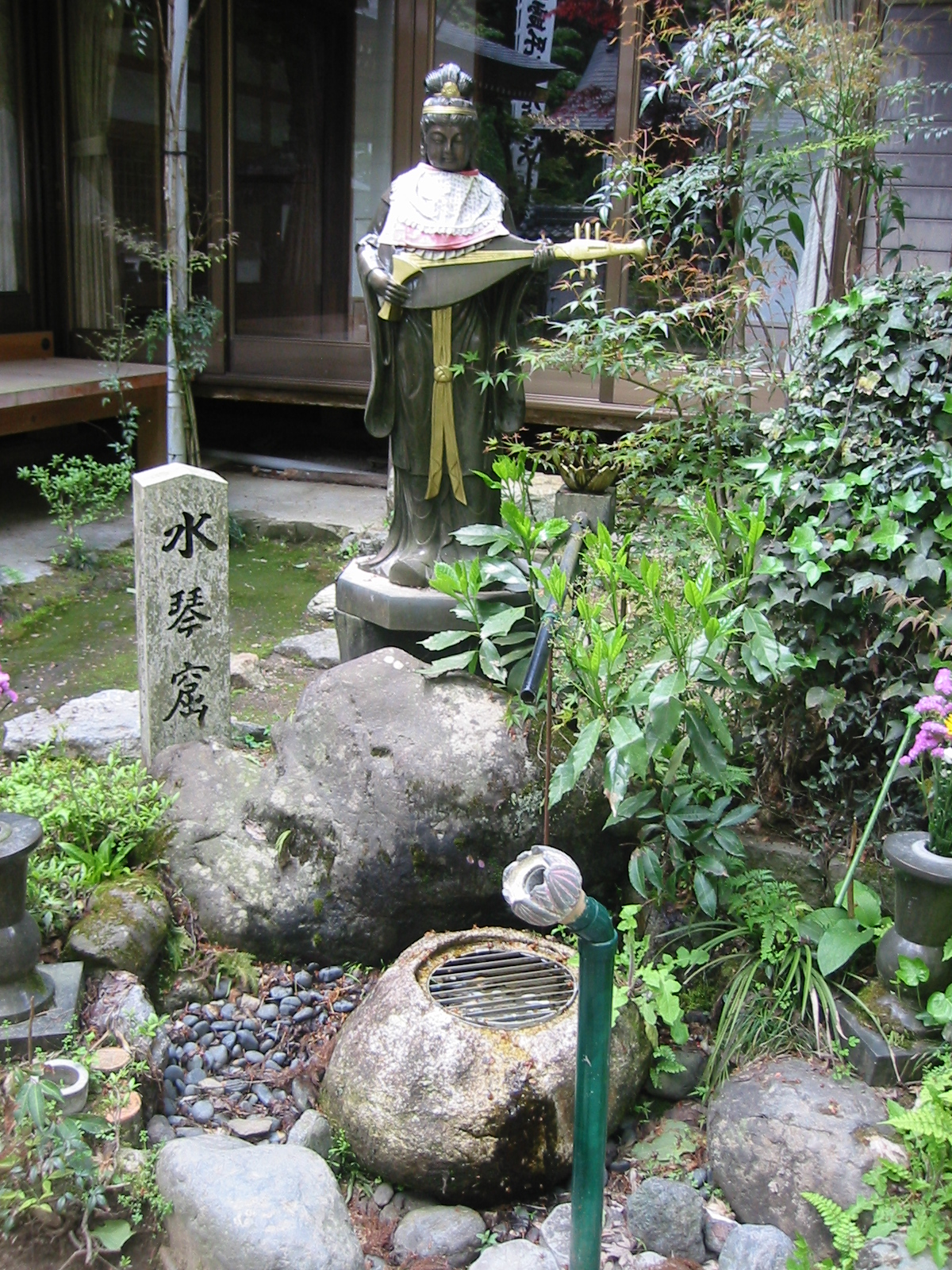
Suikinkutsu din templul Kegonji, orașul Ibigawa, prefectura Gifu
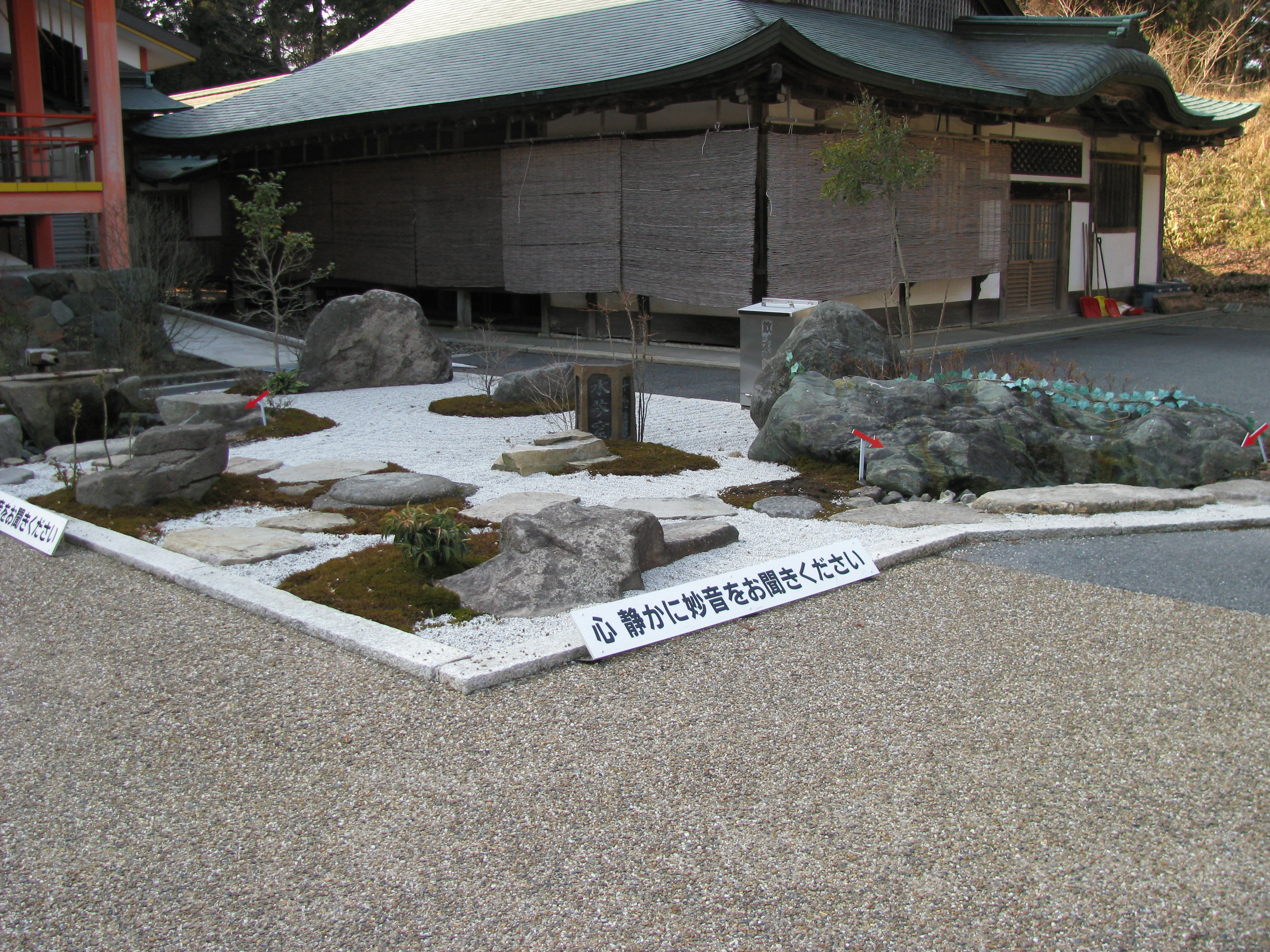
Suikinkutsu din templul Enryaku-ji